# Konrad Šmid
Konrad Šmid, slovenski pravnik in carinski strokovnjak, * 17. februar 1886, Podgorje, Slovenj Gradec, † 5. april 1954, Slovenj Gradec.
Šmid je leta 1910 diplomiral na graški pravni fakulteti in prav tam 1913 tudi doktoriral. Do konca vojne je služboval na Ptuju, Gradcu, Mariboru in Cetinju. V letih 1919−1929 je delal na generalni carinski direkciji v Beogradu, od 1926 kot generalni direktor. Objavljal je strokovne članke v Carinskem glasniku in v soavtorstvu s Franom Gospodnetićem napisal priročnik Opšta carinska tarifa (1925). V Beogradu je bil mecen slovenskim študentom. Leta 1936 je v Beogradu ustanovil Akademski podporni fond in ga vodil do 1941.